# Peter Alfred Oppfeldt
Peter Alfred Oppfeldt, född 30 november 1835 i Horns församling, Östergötlands län, död 1 juni 1880 i Hovförsamlingen, Stockholms stad, var en svensk violinist vid Kungliga Hovkapellet i Stockholm. 

## Biografi
Peter Alfred Oppfeldt föddes 1835 i Horns socken, Östergötland. Han var son till en organist. Oppfeldt blev anställdes 1 juli 1858 som violinist vid Kungliga Hovkapellet i Stockholm. Han avled 1880 i Hovförsamlingen, Stockholms stad.